# 이솔 (가수)
이솔(1991년 ~)은 대한민국의 가수다.

## 방송
- 슈퍼스타K (시즌 1) - Top10

## 음반
- LOVE (2009)
- 그대를 그린다 (2016)
- 사랑초보 이별초보 (2017)

### 식스밤
- Six Bomb (2012)
- 스텝투미 (2015)
- 10년만 기다려 베이베 (2016)
- 예뻐지는 중입니다 Before (2017)
- 예뻐지는 중입니다 After (2017)
- In The Moonlight (2017)
- Beautiful Life (2018)
- HICCUP HICCUP (2018)
- 그대 동네 (2018)